# Bernard 1
Le Bernard A.B.1 est un prototype d'avion militaire français de la Première Guerre mondiale, réalisé par les Établissements Bernard.